# Знак соответствия при обязательной сертификации продукции в РФ

ГОСТ Р 50460-92 «Знак соответствия при обязательной сертификации. Форма, размеры и технические требования»

Знак соответствия при обязательной сертификации продукции в РФ — знак согласно ГОСТ Р 50460-92, который по правилам, определённым Постановлением Ростехрегулирования (бывший Госстандарт) России от 25.07.96 № 14, подтверждает соответствие маркированной им продукции установленным требованиям во исполнение Федерального закона от 27.12.2002 № 184-ФЗ «О техническом регулировании».
Знак был впервые введён 1 июля 1993 года.
Знак РСТ, подтверждающий, что продукция сертифицирована для использования на территории России, не используется с августа 2013 года (единый знак обращения товаров на рынке России, Белоруссии и Казахстана — «EAC».)